# Bernauer Schleife
Bernauer Schleife – nieistniejący już tymczasowy uliczny tor wyścigowy w Bernau bei Berlin (NRD).

## Historia
Tor był częścią autostrady A1. Pierwsza jazda treningowa na tym torze odbyła się w 1951 roku, zaś pierwszy wyścig – rok później, 4 maja 1952 roku. Ta impreza, obserwowana przez 40 000 widzów, odniosła sukces, dlatego zdecydowano o włączeniu zawodów na Bernauer Schleife do kalendarza imprez sportowych w NRD. W 1954 roku podczas wyścigu zginęło trzech widzów. Po 1954 roku zamknięto tor. Ponownie oddano go do użytku w skróconej wersji w 1957 roku. W 1960 roku po raz pierwszy zorganizowano na torze wyścig w ramach mistrzostw Wschodnioniemieckiej Formuły Junior (wygrał Frieder Rädlein). Z kolei w 1961 roku odbył się wyścig międzynarodowy, w którym zwyciężył Heinz Melkus. Ostatni wyścig na Bernauer Schleife został zorganizowany w 1973 roku; oficjalnym powodem zaprzestania organizacji zawodów były coraz większe utrudnienia w ruchu na autostradzie.

## MC Bernauer Schleife
24 listopada 1957 roku E. Saal, O. Blanke, J. Zickhardt, R. Bartenbach i W. Wohlfeil założyli Motorsportclub Bernau, którego działalność została zatwierdzona w kwietniu 1958 roku pod nazwą MC Bernauer Schleife. Zadaniem klubu była w szczególności organizacja zawodów na Bernauer Schleife. Klub wystawiał również zawodników do mistrzostw Wschodnioniemieckiej Formuły 3, takich jak Siegfried Scholz czy Joachim Willmann. Po 1973 roku klub kontynuował działalność, skupiając się w szczególności na zawodach motocrossowych. W 1988 roku nastąpiła fuzja z MC Biesenthal.

## Zwycięzcy

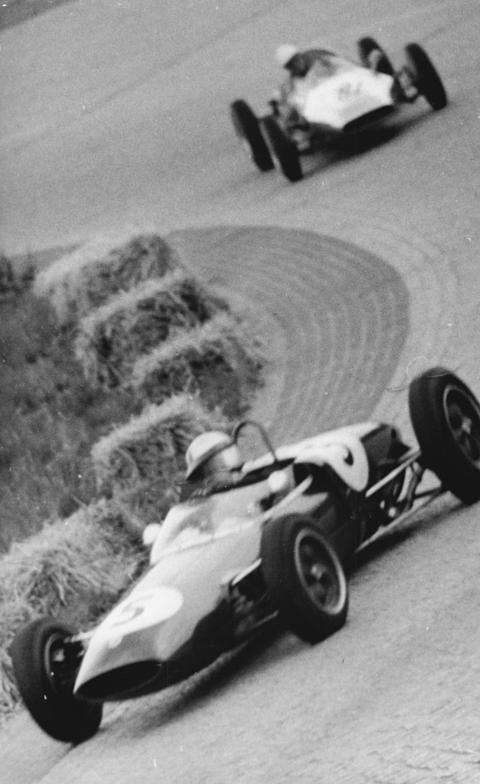
Bernauer Schleiferennen 1962

| Rok  | Seria          | Zwycięzca           | Samochód           | Źródło |
| ---- | -------------- | ------------------- | ------------------ | ------ |
| 1952 | Formuła 2      | Rudolf Krause       | BMW Greifzu        | [ 6 ]  |
| 1953 | Formuła 2      | Arthur Rosenhammer  | EMW 52/53-BMW      | [ 7 ]  |
| 1953 | Formuła 3      | Kurt Ahrens         | Cooper T26-Norton  | [ 8 ]  |
| 1954 | Formuła 2      | Egon Binner         | AFM-BMW            | [ 9 ]  |
| 1957 | Formuła 3      | Lex Beels           | Cooper T42-Norton  | [ 10 ] |
| 1959 | Formuła 3      | Kurt Ahrens jr.     | Cooper T42-Norton  | [ 11 ] |
| 1960 | Formuła Junior | Frieder Rädlein     | Melkus 60-Wartburg | [ 3 ]  |
| 1961 | Formuła Junior | Heinz Melkus        | Melkus 61-Wartburg | [ 4 ]  |
| 1962 | Formuła Junior | Leo Mattila         | Lotus 20-Ford      | [ 12 ] |
| 1963 | Formuła Junior | Jean-Claude Franck  | Cooper T67-Ford    | [ 13 ] |
| 1964 | Formuła 3      | John Peterson       | Brabham BT6-Ford   | [ 14 ] |
| 1965 | Formuła 3      | Jacques Bernusset   | Cooper T76-Ford    | [ 15 ] |
| 1967 | Formuła 3      | Hughes de Fierlandt | Cooper T83-Ford    | [ 16 ] |
| 1968 | Formuła 3      | Rolf Gröndahl       | Brabham BT21-Ford  | [ 17 ] |
| 1969 | Formuła 3      | Rolf Gröndahl       | Brabham BT21-Ford  | [ 18 ] |
| 1970 | Formuła 3      | Rolf Gröndahl       | Brabham BT21B-Ford | [ 19 ] |
| 1971 | Formuła 3      | Heinz Melkus        | Melkus 64-Wartburg | [ 20 ] |
| 1972 | Formuła 3      | Manfred Kuhn        | Kuhn 1-Fiat        | [ 21 ] |
| 1972 | Formuła Easter | Ulli Melkus         | Melkus-Wartburg    | [ 22 ] |
| 1973 | Formuła Easter | Wolfgang Küther     | Wartburg Eigenbau  | [ 23 ] |